# Katastrofa w Gibraltarze (film)
Katastrofa w Gibraltarze – polski film wojenny z 1984 r. w reżyserii Bohdana Poręby. Jest to biografia premiera polskiego rządu na emigracji oraz naczelnego wodza Władysława Sikorskiego od 1939 r. do śmierci w wyniku katastrofy w Gibraltarze 4 lipca 1943.
Film kręcono w Paryżu (wieża Eiffla), Londynie, Nesebyrze i Burgas (lotnisko).
Głównym rekwizytem w filmie był pasażerski samolot Ił-18, który w latach 2000-2020 był siedzibą restauracji Odlot przy drodze krajowej nr 1 w Kościelcu koło Częstochowy.

## Obsada
- Jerzy Molga (Władysław Sikorski)
- Arkadiusz Bazak (Władysław Anders)
- Teresa Lipowska (Helena Sikorska, żona generała Sikorskiego)
- Darinka Mitowa (Zofia Leśniowska, córka generała Sikorskiego)
- Andrzej Krasicki (Franklin Delano Roosevelt, prezydent USA),
- Bogusław Sochnacki (Józef Stalin)
- Włodzimierz Wiszniewski (Winston Churchill, premier Wielkiej Brytanii),
- Emil Karewicz (Kazimierz Sosnkowski)
- Tomasz Zaliwski (Tadeusz Klimecki)
- Józef Dietl (Władysław Raczkiewicz, prezydent Polski na emigracji),
- Stanisław Mikulski (Edward Raczyński, ambasador Polski w Wielkiej Brytanii),
- Roman Sikora (Stanisław Kot, ambasador Polski w ZSRR)
- Lech Sołuba (minister Tadeusz Romer)
- Stanisław Sparażyński (ambasador Francji w Polsce)
- Jerzy Aleksander Braszka (Józef Retinger)
- Wojciech Brzozowicz (oficer brytyjski na Gibraltarze)
- Jan Orsza-Łukaszewicz (stary generał polski)
- Tadeusz Hanusek (oficer na odprawie po zdymisjonowaniu Sikorskiego)
- Jack Recknitz (generał Mason MacFarlane, gubernator Gibraltaru)
- Bogusław Augustyn
- Zygmunt Wiaderny